# ميغالوبوكس
ميغالو بوكس (باليابانية: メガロボクス، بالروماجي: Megaro Bokusu) (بالإنجليزية: Megalo Box)‏ هي سلسلة مانغا يابانية من تشيكارا ساكوما، نشرت من قبل كودانشا منذ 17 فبراير عام 2018 حتى 17 أغسطس 2018، وتكونت من مجلدين. أنتجت إلى مسلسل أنمي تلفزيوني تكريمًا للذكرى الخمسين لمانغا، جو البطل. الأنمي من إنتاج استوديو طوكيو موفي شينشا، وأخرج يو مورياما، عرض الأنمي في 6 أبريل عام 2018 واستمر عرضه حتى 29 يونيو عام 2018، وتكون من 13 حلقة.

## القصة
تدور أحداث القصة في المسقبل عن مدينة يسمح فيها العيش فقط للمواطنين الأغنياء المرخصين، وأما الفقراء الغير مرخصين يعشون في أطراف المدينة في الأحياء الفقيرة. ميغالو بوكس هي رياضة شعبية في هذا العالم تشبه الملاكمة، تختلف عنها أن الملاكمين يلبسون ملابس معدنية في القتال من أجل أن تسبب الضربات أكبر ضرر ممكن. جانك دوغ هو شاب يقاتل تحت الأرض في حلبات غير قانونية، ويحلم في خوض نزال حاسم.

## الشخصيات
جو/جانك دوغ (باليابانية: ジャンクドッグ، بالروماجي: Janku Doggu)
أداء صوتي:  (اليابانية)، يوشيماسا هوسويا
```
(العربية)
```

غانسوكو نانبو (باليابانية: Gansaku Nanbu، بالروماجي: 南部贋作)
أداء صوتي: شيرو سايتو
يوري(باليابانية: 勇利، بالروماجي: Yūri)
أداء صوتي: هيروكي ياسوموتو
يوكيكو شيراتو (باليابانية: Yukiko Shirato، بالروماجي: 白都ゆき子)
أداء صوتي: ناناكو موري [الإنجليزية]
ساتشيو (باليابانية: サチオ، بالروماجي: Sachio)
أداء صوتي: ميتشيو موراسي
فوجيماكي (باليابانية: 藤巻، بالروماجي: Fujimaki)
أداء صوتي: هيرويوكي كينوشيتا
تاتسومي ليونارد أراغامي (باليابانية: タツミ・レナード・アラガキ، بالروماجي: Tatsumi Renādo Aragaki)
أداء صوتي: ماكوتو تامورا
مياغي (باليابانية: ミヤギ، بالروماجي: Miyagi)
أداء صوتي: يوهي تادانو
ميكيو شيراتو (باليابانية: 白都樹生، بالروماجي: Shirato Mikio)
أداء صوتي: تاتسوهيسا سوزوكي
ماك / بطل روساريو (باليابانية: マック، بالروماجي: Makku)
أداء صوتي: أتسشي مياوتشي
ريوغو ساكوما (باليابانية: 佐久間، بالروماجي: Sakuma)
أداء صوتي: تشيكاهيرو كوباياشي
الرئيس / إيجناسيو مارتينيز (باليابانية: チーフ، بالروماجي: Chīfu)
أداء صوتي: ميو تاناكا
مارلا (باليابانية: マーラ، بالروماجي: Mara)
أداء صوتي: فاراهناز نيكراي
ميو (باليابانية: ミオ، بالروماجي: Mio)
أداء صوتي: يومي هينو
اديسون ليو (باليابانية: リュウ، بالروماجي: Ryū)
أداء صوتي: ماسايا فوكونيشي

## وصلات خارجية
- الموقع الرسمي باللغة اليابانية
- ميغالوبوكس على موقع IMDb (الإنجليزية)
- ميغالوبوكس على موقع نتفليكس (الإنجليزية)
- ميغالوبوكس على موقع ليتربوكسد (الإنجليزية)
- ميغالوبوكس على موقع كينوبويسك (الروسية)
- ميغالوبوكس على موقع قاعدة بيانات الفيلم (الإنجليزية)